# كاثرين كاشمان
كاثرين فينابل كاشمان عالمة براكين أمريكية، أستاذة علم البراكين في جامعة بريستول وأستاذة فيليب إتش نايت السابقة للعلوم الطبيعية في جامعة أوريغون.

## تعليم
تلقت كاشمان تعليمها في كلية ميدلبري بولاية فيرمونت حيث حصلت على بكالوريوس الفنون في الجيولوجيا والأحياء عام 1976. تابعت دراستها في جامعة فيكتوريا في ويلينغتون بنيوزيلندا ثم أكملت درجة الدكتوراه في جامعة جونز هوبكينز بولاية ماريلند عام 1986. طبقت أبحاث الدكتوراه الخاصة بها نظريات توزيع الحجم البلوري للأنظمة البركانية، وأشرف عليها بروس مارش.

## المسيرة المهنية والبحث
عملت أستاذًا مساعدًا في جامعة برينستون من 1986 إلى 1991، ثم أستاذًا مشاركًا (1991-1997) وأستاذًا متفرغًا (1997 حتى الآن) في جامعة أوريغون، انتقلت إلى جامعة برستل في عام 2011 كأستاذة بحثية بتمويل من شركة أكسا للتأمين.
تربط دراسات كاشمان بين العوامل الكيميائية والفيزيائية التي تحكم صعود الصهارة والثوران والموقع على سطح الأرض. لقد درست البراكين في جميع القارات السبع واستكشفت مجموعة واسعة من أنماط الثوران. اشتهرت بعملها الذي يربط حركية تكوين الفقاعات والبلورات بسلوك المواد البركانية، لكنها عملت على حل المشكلات التي تمتد من الجوانب الكيميائية إلى الجوانب الفيزيائية إلى الجوانب الاجتماعية للبراكين. عملت مع جميع مراصد البراكين الأمريكية وعملت في اللجنة الاستشارية العلمية لجزيرة مونتسرات.
يستخدم بحثها مزيجًا من علم البراكين، وعلم الصخور النارية، وعلم الحركة، والفحص المجهري وديناميكيات الموائع مع التركيز على البراكين المافية. وهذا يشمل تطوير القناة في تدفقات الحمم البركانية في هاواي وتكوين الرماد البركاني في الثورات. لديها أيضًا اهتمامات في التكوين الوسيط [الإنجليزية] والبراكين السليكية، لا سيما في جبل سانت هيلين.

### الجوائز والتكريمات
انتخبت كاشمان في الأكاديمية الوطنية للعلوم في عام 2016. وانتخبت أيضًا زميلة في الجمعية الملكية (FRS) في عام 2016. اعتبارًا من 2016 وهي حاصلة على جائزة المجتمع الملكي للبحوث ولفسون. وهي زميلة في الاتحاد الجيوفيزيائي الأمريكي والأكاديمية الأمريكية للفنون والعلوم، وعضو في اكاديمية اوروبيا. وهي عضو في الرابطة الدولية لعلم البراكين وكيمياء باطن الأرض [الإنجليزية] (IACVEI).
في عام 2020 حصلت على ميدالية مورشيسون [الإنجليزية] من قبل جمعية لندن الجيولوجية.